# Dombrádi Horváth Géza
Dombrádi Horváth Géza (Kisvárda, 1953−) magyarországi cigány költő, író és festőművész.

## Életútja, munkássága
Hétgyermekes zenész cigány családban született. Az édesanyjának volt egy képzőművész öccse, Gábri Albert, aki korán megszerettette Dombrádi Horváth Gézával a festészetet. Igazából azonban majd csak akkor kezdett komolyabban a festői pályájára gondolni, amikor sorkatonai idejét töltötte. A Munkácsy Mihály szakkörben Doma Istvántól tanulta meg a szén- és pasztelltechnikát, és a vízfestési technikát. 1976-ban már részt vett a magyar amatőr művészek kiállításán, ahol II. díjat nyert. Egy ideig szobafestőként kereste kenyerét, majd a ferencvárosi alkotók képzőművészeti körében helyettes oktatóként működött. Innen egy híresebb mesterek által vezetett alkotói körbe ment, a vasutas képzőművész körbe, ahol Kirschmayer Károly és Benedek György mellett sokat fejlődött, főleg a posztimpresszionista stílus gyakorolt nagy hatást művészetére, és sok tájképet festett kevés vagy több figurával. A vasutas képzőművész körből a Moholy-Nagy László körbe ment Orvos András festőhöz, aki külön műtermet is biztosított számára. Később a magyarországi cigányok liberális csoportját vezette, e csoport később Péli Tamás Kulturális Szövetséggé alakult, művésztelepük pedig Kölesden működött 1990-ig.
Budapesten él és alkot, 1995-ig több mint 20 alkalommal mutatta be alkotásait a fővárosban, és más magyarországi városokban. 1992-ben Budapesten testvérével, Nagyné Horváth Judittal rendeztek közös kiállítást. Képei megtalálhatók a Roma Parlament képtárában, a Néprajzi Múzeumban, az Országos Cigányönkormányzat gyűjteményében és magángyűjtőknél. Dombrádi Horváth Géza 1992 óta verseket, novellákat is ír, verskötete jelent meg 1994-ben.

## Képei a 2009-es Cigány festők című albumból

### Szakrális kép
- Mária és Erzsébet találkozása (olaj, vászon, 100x70 cm, 1993)

### Portrék
- Káli (olaj, farost, 63x83 cm, 1994)
- Balogh János portréja (olaj, farost, 60x80 cm, 1999)

### Életképek
- A kitagadás (olaj, farost, 80x60 cm, 2000)
- Szegény ember tüzelője (olaj, farost, 80x60 cm, 1998)
- Élet a cigánysoron (olaj, farost, 85x71 cm, 1998)[2]

## Verskötete
- A múzsa harmadik csókja. Budapest : Cigány Munkások és Vállalkozók Országos Szövetsége, 1994. 88 p. ill. ISBN 963-04-4973-0

## Díjak, elismerések
- Roma Közéleti Díj (2004)